# Luseland
Luseland es un pueblo canadiense situado en la provincia de Saskatchewan.

## Superficie
Luseland tiene una superficie de 1,59 km².

## Demografía
En 2021, tenía 559 habitantes, una densidad poblacional de 351,3 hab./km², y 311 viviendas.